# Joshua Pearce

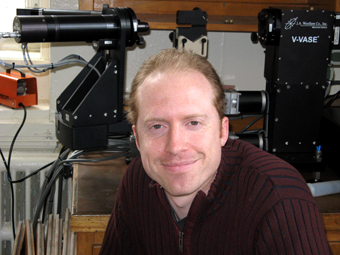
Joshua M. Pearce 2011

Joshua M. Pearce ist ein Hochschullehrer und Ingenieurwissenschaftler an der Western University und der Michigan Technological University, der für seine Beiträge zu polykristallinen Solarzellen, Photovoltaik im Allgemeinen und seine Forschung für Open Hardware wie dem RepRap-3D-Drucker bekannt ist.

## Leben
Pearce promovierte an der Pennsylvania State University über Polykristallinität zur Entwicklung günstiger Solarzellen aus amorphem Silizium. Anschließend entwickelte er verschiedene Studiengänge zu Nachhaltigkeit im Ingenieurwesen an der Pennsylvania State University und der Queen’s University.
Joshua Pearce war zunächst Professor für Materialwissenschaft und Werkstofftechnik an der Michigan Technological University (Michigan Tech), wo er das ansässige studentische Unternehmen Open Source Hardware Enterprise berät. 2017 und 2018 hatte er eine Fulbright-Gastprofessur für Photovoltaik und Nanotechnologie an der Aalto-Universität inne. An der Université de Lorraine war er Gastprofessor mit Forschungsaufgaben.
Er ist Professor für Informationstechnologie und Innovation an der Ivey Business School der University of Western Ontario sowie der Fakultät für Elektrotechnik und Informatik der Universität. Pearce forscht mit seiner Forschungsgruppe Free Appropriate Sustainability Technology (FAST) weiterhin im Bereich. Ein Großteil der verbundenen Forschungsergebnisse und technischen Dokumentation über Appropedia einsehbar.
Pearce ist Chefredakteur des Elsevier-Journals HardwareX.

## Forschungsleistung

### Erneuerbare Energien
Pearce' Forschungsgruppe wies unter anderem nach, dass die Stromgestehungskosten von Solarenergie in weiten Teilen der Welt wettbewerbsfähig mit fossilen Energieträgern sind. Seine Forschung zur Modellierung bidirektionaler Reflexionsverteilungsfunktionen (BDRF) von Reflektoren zeigte, dass die Leistung von Solarsystemen um 30 Prozent gesteigert werden könnte.

### Open-Source-Entwicklung und additive Fertigung
Er ist zudem ein lautstarker Verfechter eines Open-Source-Ansatzes für die Produktentwicklung. Wegen seiner Arbeit im Bereich der Open-Source-Nanotechnologie verglich ihn Ars Technica mit dem amerikanischen FOSS-Aktivisten Richard Stallman. Er wendet den quelloffenen 3D-Druck und die Elektronik auf die Entwicklung wissenschaftlicher Geräte an, was nicht nur zu einem höheren Innovationsgrad, sondern auch zu niedrigeren Kosten geführt habe. In einer Rezension zu seinem Buch Open-Source Lab, 3-D Printing Industry hieß es: „Dies ist ein Handbuch, das jeder Wissenschaftler lesen sollte, und es enthält eine Botschaft, die so kraftvoll und umwälzend ist, dass das Anarchist Cookbook im Vergleich dazu ein Märchen ist.“
Seine Forschung hat gezeigt, dass das Drucken von Haushaltsgegenständen mit einem RepRap kostengünstiger und umweltfreundlicher ist als der Kauf konventionell hergestellter Waren. In ähnlicher Weise hat seine Gruppe den recyclebot entwickelt. Der Extruder für Kunststoffabfälle senkte die Kosten für 3D-Druckfilament von 35 auf 0,1 US-Dollar.
Im Jahr 2013 veröffentlichte seine Gruppe einen Open-Source-3D-Drucker, der in der Lage war, Stahl zu drucken und weniger als 1.200 US-Dollar kostete, um laut Scientific American eine schnellere technologische Entwicklung zu fördern. Diese Kostensenkung war erheblich, da die New York Times berichtete, dass kommerzielle Metalldrucker zu dieser Zeit über 500.000 US-Dollar kosteten.
Außerdem entwickelte er kostengünstige Methoden wie SODIS zur Desinfektion von Trinkwasser in Entwicklungsländern mit Hilfe von Sonnenlicht, Wasserflaschen und Salz. MIT Sloan Management Review berichtete 2016, dass Pearce viele seiner Forschungsbereiche in Form der Entwicklung solarbetriebener 3D-Drucker kombiniert habe, um eine nachhaltige Entwicklung voranzutreiben. Er wolle damit einen Beitrag zur nachhaltigen Entwicklung leisten.

### Klimakommunikation
Gemeinsam mit Richard Parncutt veröffentlichte er 2023 eine systematische Übersichtsarbeit zu Quantifizierung des Verhältnisses von CO2e-Emissionen zu resultierenden Todesfällen. Darin stellen Pearce und Pearncutt die 1000-Tonnen-Regel (1000-ton rule) auf, nach der 0,1 bis 10 Menschen pro Verfeuerung von 1000 Tonnen Kohlenstoff (entspricht etwa 3700 Tonnen CO2e) stürben.
Siehe auch: Mortality Cost of Carbon (MCC)

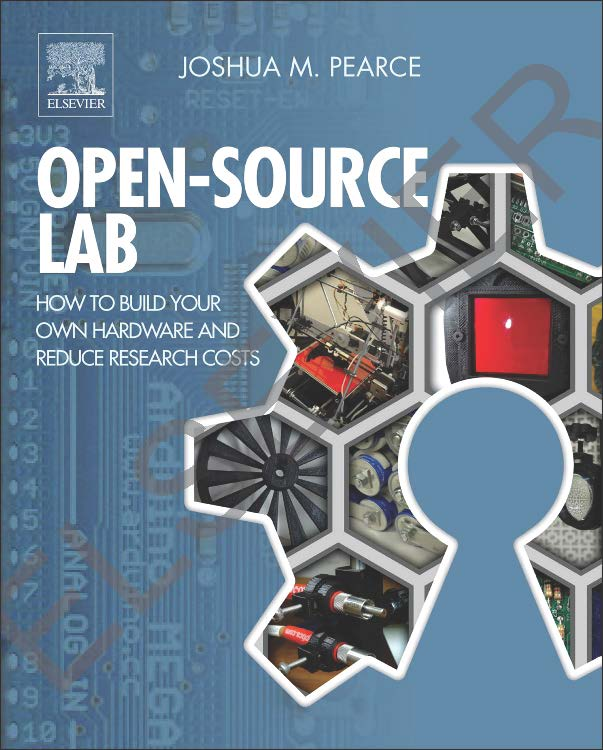
Buchdeckel Open-Source Lab 2015

## Bibliographie (Auswahl)

### Monographien
- Open-Source Lab. How to Build Your Own Hardware and Reduce Research Costs Wiley, 2014. ISBN 978-0124104624.
- Mit David Denkenberger: Feeding Everyone No Matter What. Managing Food Security After Global Catastrophe, Academic Press, 2015. ISBN 978-0128044476.
- Create, Share, and Save Money Using Open-Source Projects. McGraw-Hill, New York 2020. ISBN 978-1260461763.
- Mit Lonny Grafman: To Catch the Sun. Inspiring Stories of Communities coming together to harness their own solar energy, and how you can do it too! Humboldt State University Press, Arcata 2021. ISBN 978-1947112629.

### Interviews
- Andrew Newman et al. (Hrsg.): Openism. Conversations on Open Hardware. RIAT Institute for Future Cryptoeconomics/Universität für angewandte Kunst Wien, Wien 2020. ISBN 978-3-9504140-6-6.